# Connew
La Connew è stata una società costruttrice britannica di auto di Formula 1. Fondata da Peter Connew, ex progettista della Surtees, rappresentò un tipico esempio di produzione artigianale della Formula 1 dell'epoca.

## Storia
A partire dal 1970, Peter Connew, assieme a due suoi amici, ideò e assemblò la Connew PC1 in 18 mesi tanto da essere pronta solo per il Gran Premio di Gran Bretagna 1972. L'unica apparizione in gara avvenne nel Gran Premio d'Austria, non concluso per ritiro dovuto alla rottura di una sospensione. In entrambi i casi il pilota fu il francese François Migault.
In seguito Connew trasformò la vettura per la Formula 5000 dove fu guidata da Tony Trimmer, ma  un incidente a Brands Hatch costrinse il team a chiudere.